# Мюллер, Август (анатом)
Август Мюллер (нем. August Müller (1810—1875)) — германский зоолог и анатом.
Учился в Брауншвейге, затем в Геттингене, Киле и Берлине, работал на берегах Немецкого и Балтийского морей, в 1836 году получил степень доктора, представив диссертацию «De bysso acephalorum».
В 1858 году стал приват-доцентом в Берлине, после смерти Ратке занял, в звании ординарного профессора, кафедру анатомии в Кёнигсберге.
Работы его относятся к сравнительной анатомии. 
Среди прочего, он написал: «Beobachtungen z. Vergleichenden Anatomie d. Wirbel säule», «Ueber die Entwicklung der Neunaugen», «Ueber die Berfruchtungserscheinungen im Eider Neunaugen».